# باب بارنشاو
باب بارنشاو (انگلیسی: Bob Barnshaw; ۱۴ مارس ۱۸۸۹ – ۳۰ ژانویهٔ ۱۹۷۴) بازیکن فوتبال اهل بریتانیا بود.
از باشگاه‌هایی که در آن بازی کرده‌است می‌توان به باشگاه فوتبال شفیلد ونزدی، باشگاه فوتبال دارلینگتون، باشگاه فوتبال هبورن تاون، باشگاه فوتبال شفیلد یونایتد، و باشگاه فوتبال واتفورد اشاره کرد.